# La Bussola e Storia di un impiegato - Il concerto 1975/76
La Bussola e Storia di un impiegato - Il concerto 1975/76 è un album live postumo di Fabrizio De André pubblicato nel 2012 esclusivamente in edicola come prima uscita della collana I concerti.

## Tracce

### Disco 1
1. La canzone dell'amore perduto – Viareggio, La Bussola
2. Nancy (Seems so long ago Nancy) – Viareggio, La Bussola
3. Via della Povertà (Desolation Row) – Viareggio, La Bussola
4. Le passanti (Les passantes) – Viareggio, La Bussola
5. Oceano – Viareggio, La Bussola
6. Presentazione band (parlato)
7. Canzone per l'estate – Viareggio, La Bussola
8. Presentazione Amico fragile (parlato)
9. Amico fragile – Viareggio, La Bussola
10. Duecento pezzi (parlato)
11. Il pescatore – Viareggio, La Bussola
12. La ballata del Miche' – Viareggio, La Bussola
13. Presentazione Il testamento di Tito (parlato)
14. Il testamento di Tito – Viareggio, La Bussola
15. Via del Campo – Viareggio, La Bussola
16. Impreparato (parlato)
17. La canzone di Marinella – Viareggio, La Bussola
18. Canzone del maggio – Viareggio, La Bussola

### Disco 2
1. Introduzione – Modena, Festa dell'Unità
2. Canzone del maggio – Modena, Festa dell'Unità
3. La bomba in testa – Modena, Festa dell'Unità
4. Al ballo mascherato – Modena, Festa dell'Unità
5. Sogno numero due – Modena, Festa dell'Unità
6. Canzone del padre – Modena, Festa dell'Unità
7. Il bombarolo – Modena, Festa dell'Unità
8. Verranno a chiederti del nostro amore – Modena, Festa dell'Unità
9. Nella mia ora di libertà – Modena, Festa dell'Unità
10. Presentazione Un giudice (parlato)
11. Un giudice – Brescia, Palasport
12. Presentazione La guerra di Piero (parlato)
13. La guerra di Piero – Brescia, Palasport
14. Presentazione band (parlato)
15. Presentazione La cattiva strada (parlato)
16. La cattiva strada – Brescia, Palasport

## Formazione
- Fabrizio De André - chitarra acustica, armonica e voce
- Gianni Belleno - batteria
- Ricky Belloni - chitarra elettrica
- Giorgio D'Adamo - basso
- Alberto Mompellio - violino e tastiere
- Giorgio Usai - chitarra acustica, clavietta, organo hammond